# Зелен василиск
Зелен василиск (Basiliscus plumifrons), наричан също двугребенест василиск, е вид влечуго от семейство Corytophanidae. Видът не е застрашен от изчезване.

## Разпространение
Разпространен е в Коста Рика, Никарагуа, Панама и Хондурас.

## Описание
Продължителността им на живот е около 13 години. Популацията на вида е стабилна.